# Cry for Me
〈Cry for Me〉는 대한민국의 걸 그룹 트와이스가 대한민국에서 발매한 첫 번째 싱글 앨범으로 2020년 12월 18일에 발매되었다.

## 발매 과정
2020년 12월 6일, 트와이스의 모든 곡들중 최초로, 2020 엠넷 아시안 뮤직 어워즈에서 최초로 공개되었다. 
그 후 N사 실시간 급상승 검색어 상위권에 오르는 등 사람들의 관심이 모아졌다.
해당 무대 영상이 엠넷의 공식 유튜브 채널 '엠넷 K-POP'에 게재된 지 일주일도 안돼 조회 수 900만 건을 돌파했다.
11일부터 순차적으로 멤버들의 티저이미지들이 JYP 공식 사이트와 SNS등에 게시되었다.
2020년 12월 18일, 노래가 발매되었다.
유튜브에 공개된 신곡 안무 영상이 21일 유튜브 뮤직비디오 트렌딩 월드와이드 1위를 기록했다.

## 특징
- 이전 앨범들과 다르게 월요일 오후 6시가 아닌 금요일 오후 2시에 공개되었다.
- 뮤직비디오를 촬영하지 않고, 공식 음원과 안무영상들로 대체되었다.
- 멤버 정연이 건강상의 이유로 티저 사진 촬영에 참여하지 않았다.

## 수록 내용
| #            | 제목           | 작사                                    | 작곡                                                              | 재생 시간 |
| ------------ | -------------- | --------------------------------------- | ----------------------------------------------------------------- | --------- |
| 1.           | 〈CRY FOR ME〉 | 헤이즈 (Heize) J.Y Park 'The Asiansoul' | Ryan Tedder Melanie Joy Fontata Michel "Lindgren" Schulz A Wright | 3:25      |
| 총 재생 시간 | 총 재생 시간   | 총 재생 시간                            | 총 재생 시간                                                      | 3:25      |